# Burguklia
Burguklia è un genere estinto di pesci ossei appartenenti agli attinotterigi vissuto durante il Permiano inferiore e medio, i cui resti fossili provengono da depositi di origine continentale situati nella Siberia centrale e nella Piattaforma Russa Orientale. Il genere è rappresentato da due specie: la specie tipo Burguklia gdali e la successiva Burguklia minichorum.

## Descrizione
Le specie appartenenti al genere Burguklia erano caratterizzate da un corpo presumibilmente snodabile e flessuoso, forse anguilliforme, suggerito dalla morfologia delle scaglie e dalla debole articolazione scheletrica nelle varie parti del corpo.
Le scaglie erano spesse, con angoli anteroventrale e anterodorsale ben definiti. L’angolo posteroventrale era obliquo, mentre quello posterodorsale era convesso. Il campo libero delle squame mostrava proiezioni smaltate lobate e tondeggianti, in corrispondenza dei margini anteriore e dorsale. I margini posteriori e ventrali erano dotati di fino a nove piccole dentellature. Il campo libero appariva generalmente liscio, ma presentava solchi lievi di varia lunghezza lungo il margine anteriore.
La morfologia delle squame e la debolezza degli elementi articolari suggeriscono che Burguklia potesse avere un corpo flessibile, simile a quello di un’anguilla, adattato forse alla vita nei fondali lacustri o fluviali.

## Classificazione
Il genere Burguklia venne descritto per la prima volta da Kazantseva-Selezneva nel 1980, sulla base di scaglie isolate; inizialmente venne attribuito al gruppo eterogeneo e parafiletico dei Palaeonisciformes; in seguito è stato assegnato semplicemente agli Actinopterygii, ma l’ordine e la famiglia restano incerti (incertae sedis) a causa della scarsità di resti scheletrici completi e della limitata conoscenza del genere.
Sono note due specie:
- Burguklia gdali Kazantseva-Selezneva, 1980: la specie tipo, descritta sulla base di frammenti di scaglie provenienti da un carotaggio effettuato presso il fiume Burgukli (affluente della Nizhnyaya Tunguska), nell’odierna Siberia centrale. L’esemplare fossile (olotipo PIN 3735/15) proviene da siltiti nere carboniose dell’orizzonte Burgukli, risalenti al Cisuraliano (Permiano inferiore), in ambienti di origine continentale.[4]

- Burguklia minichorum Bakaev e Logan, 2019: questa specie proviene da depositi urzhumiani e severodviniani (Permiano medio, Capitaniano) della regione Subangara. Questa specie mostra una distribuzione geografica più ampia rispetto a B. gdali, ed è probabilmente il risultato di una migrazione dalla terra di Angara verso la Piattaforma Russa Orientale alla fine del Permiano inferiore o all’inizio del Permiano medio.[5]

## Ricostruzione paleoambientale
I fossili di Burguklia sono stati rinvenuti in sedimenti di origine non marina, caratterizzati anche dalla presenza di bivalvi d’acqua dolce. L’ambiente era probabilmente fluviale o lacustre. Il genere è originario della provincia paleogeografica di Angara, da cui avrebbe migrato nel corso del Permiano medio.